# Caterina de' Medici. Un'italiana alla conquista della Francia
Caterina de' Medici. Un'italiana alla conquista della Francia è un saggio storico e biografico della scrittrice italiana Alessandra Necci, pubblicato nel 2019. L'11 febbraio 2020 il libro è stato presentato al Senato della Repubblica.
Nel 2020 l'opera ha ottenuto il Premio Biagio Agnes, nella sezione "Giornalista Scrittore" con Caterina de' Medici.

## Contenuto
Biografia di Caterina de' Medici, divenuta Sovrana consorte di Francia, madre di tre monarchi (Francesco II, Carlo IX ed Enrico III. Attraverso i suoi figli, fu anche suocera di Filippo II di Spagna (sposato alla figlia Elisabetta di Valois), Maria Stuarda (moglie del primogenito Francesco) e del futuro Enrico IV.
Il libro è strutturato in quattordici capitoli, ognuno dei quali è introdotto da una citazione.

## Edizioni
- Necci, Alessandra, Caterina de' Medici: un'italiana alla conquista della Francia,  collana Gli Specchi n. 314, Venezia: Marsilio, 2019, ISBN 978-88-297-0277-0